# Ballon de volley-ball
Pour les articles homonymes, voir Ballon.
Le ballon de volley-ball est l'élément central du volley-ball, dans lequel 2 équipes de 6 joueurs, séparées par un filet, s'affrontent sur un terrain rectangulaire.

## Histoire
L'histoire du ballon de volley s'écrit dès l'invention du jeu, au tout début du XXe siècle. Le volley-ball, qui se nomme alors "mintonette", est né dans l'esprit du pasteur William G. Morgan, directeur d'éducation physique à l'YMCA (Young Men Christian Association) d'Holyhoke, dans l'État du Massachusetts. Le pasteur, qui avait besoin d'une activité physique pour varier son programme éducatif, imagine une variante du tennis. Il garde l'idée du filet, qu'il élève à deux mètres. Il restait à trouver le ballon adéquat.
Une première tentative est de jouer avec une vessie du ballon de basket, lui-même est trop lourd. Un compromis est trouvé lorsque le pasteur fabrique un ballon plus léger, en cuir, avec une vessie en caoutchouc, pesant 300 grammes, déjà proche du poids des ballons actuels. Le principe va évoluer jusqu'à la formule actuelle, avec une vessie, une carcasse, et un revêtement collé ou cousu sur l'ensemble.

## Évolutions
Au fil des années, les fabricants se sont concentrés sur un point particulier : faire évoluer la gamme des ballons en travaillant sur la matière dans laquelle ils les confectionnent.
Le cuir fut longtemps indétrônable. Le modèle du ballon blanc en cuir fut une référence des années 1960 jusqu'au milieu des années 1990 où il a fini par souffrir du prix de revient de sa matière première. Aux Jeux olympiques d'été de 1996, le cuir fut remplacé par des matériaux composites, nettement plus résistants, « avec l'objectif de le rendre sans cesse plus doux et agréable au toucher pour les joueurs », selon Gino Rongione, de la société Montana, chargée de la commercialisation en France des ballons Mikasa. Aujourd'hui, les ballons disposent par exemple d'une micro-mousse sous leur surface pour atténuer les chocs avec les doigts. Le ballon synthétique existe aussi en PVC, moins doux mais beaucoup plus résistant, essentiellement à usage intensif pour les établissements scolaires.
Mais le ballon a bénéficié d'autres améliorations au cours du temps. La suppression de la valve apparente a permis l'évolution du service vers un type flottant. Incorporée dans le système, elle permet désormais au ballon, collé en machine et calibré par ordinateurs dans les unités de recherche, d'afficher une forme sphérique qui tend à la perfection.
Dernière évolution majeure, survenue en 1998 à la demande de la Fédération internationale de volley-ball, le ballon doit être de couleur (le bleu et le jaune ayant été retenues comme couleurs officielles) pour une meilleure visibilité à la télévision. Depuis le 1er janvier 2004, les ballons en cuir blancs ne sont plus reconnus ni homologués par la FIVB. Ils représentent encore en France près de 20 % du marché du ballon, en particulier auprès des écoles.

## Dimensions
Le ballon au fil des décennies, ne s'est finalement que peu éloigné de ses caractéristiques d'origine, en termes de dimensions du moins. Aux 300 grammes des débuts répond aujourd'hui un poids réglementaire fixé entre 260 et 280 grammes, pour 65 à 67 centimètres de circonférence (soit environ 21 centimètres de diamètre). La pression de la sphère, elle, doit être comprise entre 294 et 318 millibars. Des caractéristiques valables pour tous les championnats seniors.
Les ballons de mini-volley répondent eux à d'autres normes: 200 à 220 grammes, 65 à 68 cm pour seulement 171 millibars de pression. Le ballon de beach-volley, lui, est composé de matériaux plus résistants, souvent du PVC, sable oblige. S'il peut mesurer 66 à 68 centimètres de circonférence, sa pression ne devra pas dépasser les 221 millibars, ce qui permet de le ralentir en augmentant sa résistance à l'air.

## Anecdotes
Le ballon de volley a eu un  rôle à part entière au cinéma puisque dans le film Seul au monde de Robert Zemeckis, Tom Hanks se retrouve seul sur une île déserte avec comme seul compagnon un ballon de volley qu'il prénomme « Wilson » en référence à la célèbre marque de matériel de sport. Le ballon du film a été récompensé, par un prix lors des 6e Critics' Choice Movie Awards dans la catégorie Best Inanimate Object.